# Anticoli Corrado
Anticoli Corrado là một đô thị ở tỉnh Roma, vùng Latium của Italia, nằm ở vị trí khoảng 40 km northvề phía đông của Roma. Vào thời điểm ngày 31 tháng 12 năm 2004, đô thị này có dân số 932 người và diện tích là 16.3 km².
Anticoli Corrado giáp các đô thị: Mandela, Marano Equo, Rocca Canterano, Roviano, Saracinesco.

## Các công trình nổi bật
- Nhà thờ Thánh. Peter (thế kỷ 11)
- Palazzo Baronale (Thế kỷ 17)
- Piazza delle Ville, với đài nước Arturo Martini

## Đô thị kết nghĩa
- Arcos de la Frontera, Tây Ban Nha